# Берзегов, Нух Асланчериевич
Нух Асланчериевич Берзегов (30 ноября 1925, а. Бжедугхабль, Адыгейская (Черкесская) АО, Северо-Кавказский край, РСФСР, СССР — 17 марта 2002, Майкоп, Республика Адыгея, Россия) — адыгейский советский государственный и политический деятель, дипломат. Первый секретарь Адыгейского обкома КПСС (1960—1983).

## Биография
Родился 30 ноября 1925 в ауле Бжедугхабль Адыгейской (Черкесской) автономной области (ныне аул в составе Красногвардейского района Республики Адыгея), в крестьянской семье. Рано остался без отца, вместе с братом Фёдором воспитывался бабушкой по отцу. В Бжедугхабле окончил русскую среднюю школу. Адыг. Член ВКП(б) с 1944 года. Выходец из убыхского аристократического рода Берзеки.
Участник Великой Отечественной войны: 7 февраля 1943 года ушёл на фронт добровольцем. Начал службу рядовым солдатом, затем стал командиром отделения, помощником командира взвода противотанковых ружей. С 1944 года — комсорг стрелкового батальона 1037-го стрелкового полка, с 10 декабря 1945 года — комсорг 246-го артиллерийского полка 635-й бригады 109-й стрелковой дивизии. Участвовал в боях за освобождение Кубани, Дона, Украины, Молдавии. Окончил войну в звании гвардии лейтенанта.
В 1946—1948 годах учился на историческом факультете Майкопского учительского института. В 1951 году окончил Краснодарский государственный педагогический институт, в 1968 году заочно окончил Кубанский сельскохозяйственный институт. В апреле 1969 защитил диссертацию на соискание учёной степени кандидата экономических наук.
С 1948 года - на общественной и политической работе:
- 1948—1952 — работа в школах Кокшехабльского и Красногвардейского районов Адыгеи: учитель, директор Ходзинской семилетней школы[9], заведующий учебной частью средней школы;
- 1952—1957 – заведующий Адыгейским областным отделом народного образования;
- 1957—1958 — заместитель председателя Исполнительного комитета Областного Совета Адыгейской автономной области;
- 1958—март 1960 – секретарь Областного комитета КПСС Адыгейской автономной области.

С 25 марта 1960 года по 19 декабря 1983 года занимал пост первого секретаря Областного комитета КПСС Адыгейской автономной области.
В 1984—1989 годах был генеральным консулом СССР в Варне, НРБ. Имел дипломатический ранг Чрезвычайного и Полномочного Посланника, владел тремя языками. В 1990—1992 годах работал в Болгарском торгово-промышленном центре в Москве.
Имел воинское звание полковника запаса. Избирался депутатом Совета Национальностей Верховного Совета СССР 6—10 созывов (1962—1984) от Адыгейской автономной области. В Верховный Совет 9-го созыва избран от Майкопского сельского избирательного округа № 702 Адыгейской автономной области; член Комиссии законодательных предположений Совета Национальностей. Был делегатом XXII, XXIII, XXIV, XXV и XXVI съездов КПСС.
Умер 17 марта 2002 года в Майкопе, где провёл последние годы жизни.

## Награды
- орден Ленина[2][19];
- орден Октябрьской Революции[2][19];
- четыре ордена Трудового Красного Знамени[2][19];
- два ордена Красной Звезды[2][6];
- орден Отечественной войны I степени[6];
- орден Дружбы Народов[2];
- медаль «За отвагу» — за подбитие под селом Борки немецкого танка[2][20];
- медаль «За трудовую доблесть»[2][19];
- медаль «За победу над Германией в Великой Отечественной войне 1941—1945 гг.»[2];
- медаль «За оборону Кавказа»[2];
- медаль «За освобождение Праги»[2];
- медаль «За освобождение Белграда»[2];
- медаль «За взятие Будапешта»[2];
- одиннадцать благодарностей Верховного Главнокомандующего Вооружёнными Силами СССР[6];
- двенадцать медалей ВДНХ СССР[2];
- Отличник народного просвещения РСФСР[2];
- медаль «Слава Адыгеи» (посмертно)[1].
- почётный гражданин города Русе (Болгария)[2];
- почётный гражданин города Шумен (Болгария)[2];

## Семья
- Первая жена — Лариса Григорьевна. Умерла в браке[2];
  - Сын Вадим — в 1984 году окончил Академию внешней торговли СССР, был на дипломатической службе за рубежом. По состоянию на 2015 год работал в Представительстве Республики Адыгея в Москве[2].
    - Внучка Лариса — врач, выпускница Московского медицинского института. Имеет сына[2].

  - Дочь Роза — преподаватель-переводчик в одной из крупных фирм в Москве[2];
    - Внучка Сусанна — юрист, выпускница МГУ[2];
- Вторая жена — Сусанна Юсуфовна. С ней Н. А. Берзегов прожил последние 30 лет своей жизни[2].

## Память

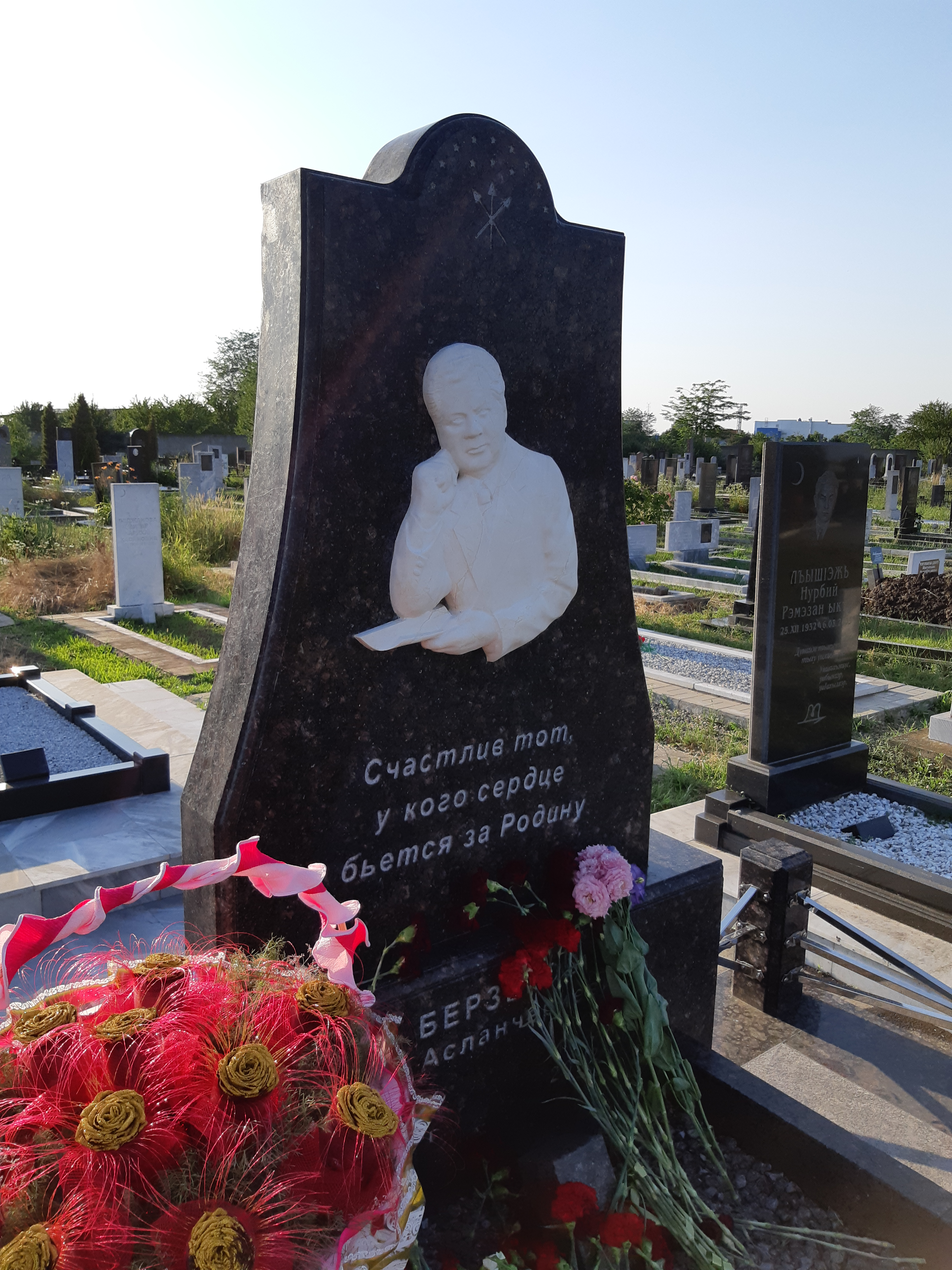
Памятник Берзегову Н. А.

- 27 июня 2018 года на национальном кладбище г. Майкопа установлен новый памятник Н. Берзегову.
- 25 июня 2014 года на заседании правительства Адыгеи под председательством главы республики Аслана Тхакушинова был рассмотрен вопрос об увековечивании памяти выдающихся личностей республики. Среди лиц, в память которых предлагалось назвать улицы, площади, городские парки и прочие объекты был называн и Нух Берзегов[21].